# Атлазена беседкова птица
Атлазените беседкови птици (Ptilonorhynchus violaceus) са вид средноголеми птици от семейство Беседкови (Ptilonorhynchidae), единствен представител на род Ptilonorhynchus.
Разпространени са във влажните гори на източна Австралия, от Куинсланд до Виктория. Възрастните мъжки са черни, със синкав металически отблясък на оперението, а младите мъжки и женските са с кафяв гръб и пъстър зелено-бял корем. Хранят се главно с плодове.